# UCI ProTour Ploegentijdrit 2008
De UCI ProTour Ploegentijdrit in Eindhoven hield er in 2008 na drie jaar mee op wegens financiële redenen en omdat het evenement te weinig bij Eindhoven zou passen. Er kwamen te weinig Eindhovenaren naar het evenement kijken en ook liep de belangstelling onder sponsoren terug.
Deze wedstrijd stond op de kalender van de UCI ProTour 2008, maar werd dat jaar niet vervangen door een andere wedstrijd, hoewel de UCI dat oorspronkelijk wel van plan was en er ook belangstelling getoond was door meerdere kandidaten uit de hele wereld. Oorspronkelijk was de Nederlandse ploegentijdrit gepland op 22 juni.
2005 · 2006 · 2007 · 2008
UCI · ProTour
 Tour Down Under · 
 Ronde van Vlaanderen · 
 Ronde van het Baskenland · 
 Gent-Wevelgem · 
 Amstel Gold Race · 
 Ronde van Romandië · 
 Ronde van Catalonië · 
 Dauphiné Libéré · 
 Ronde van Zwitserland · 
 Ploegentijdrit Eindhoven · 
 Clásica San Sebastián · 
  Eneco Tour · 
 GP Ouest France-Plouay · 
 Ronde van Duitsland · 
 Vattenfall Cyclassics · 
 Ronde van Polen